# 20e régiment d'artillerie à pied lauenbourgeois
Pour les articles homonymes, voir 20e régiment.
Le 20e régiment d'artillerie à pied lauenbourgeois est une unité d'artillerie de l'armée prussienne. Le régiment est formé en 1912 et a ses emplacements de garnison à Itzehoe (état-major), sur la zone d'entraînement militaire de Lockstedt (de) (bataillons I et II) et plus tard dans la nouvelle caserne d'artillerie de Bahrenfeld. Le régiment participe à la Première Guerre mondiale et est dissous en 1919.

## Histoire

### 1912-1914
Le 20e régiment d'artillerie à pied est créé le 1er octobre 1912 (Jour de la Fondation) avec un effectif d'au moins deux bataillons et est subordonné au 9e corps d'armée
De 1912 à 1914, le quartier général de la garnison est Itzehoe et celui des 1er et 2e bataillons dans la zone d'entraînement militaire de Lockstedt (camp de Lockstedt (de)). En 1914, l'ensemble du régiment déménage dans la nouvelle caserne d'artillerie à pied de Bahrenfeld, qui à l'époque ne fait pas encore partie d'Hambourg, mais plutôt d'Altona prussienne. Le dernier emplacement du régiment en temps de paix s'y trouve également,.

### Première Guerre mondiale
Durant la Première Guerre mondiale, l'état-major est sous le commandement de la 2e armée, le 1er bataillon continue à dépendre du 9e corps d'armée et le 2e bataillon du 10e corps d'armée. Au cours de la guerre, le 1er bataillon combat aux côtés de la 45e division de réserve et la 8e division de Landwehr, la 2e bataillon avec la 79e division de réserve (de) et la 3e bataillon avec la 227e division d'infanterie (de). Le 10 février 1917, l'état-major du régiment est nommé 10e généralité d'artillerie (10e commandement d'artillerie (ArKo 10)).

### Après-guerre
Après la Première Guerre mondiale, le 20e régiment d'artillerie à pied est dissous en 1919. Le 19 septembre 1919, l'« Association des anciens artilleurs à pied du 20e » est fondée et le 7 février 1920, l'« Association des officiers de l'ancien régiment royal prussien d'artillerie à pied du 20e lauenbourgeois » (plus tard avec l'ajout e.V.). Le 30 septembre 1932, une commémoration du 20e anniversaire du régiment a lieu au mémorial de Bahrensfeld,